# 닥터 마틴 (신발)

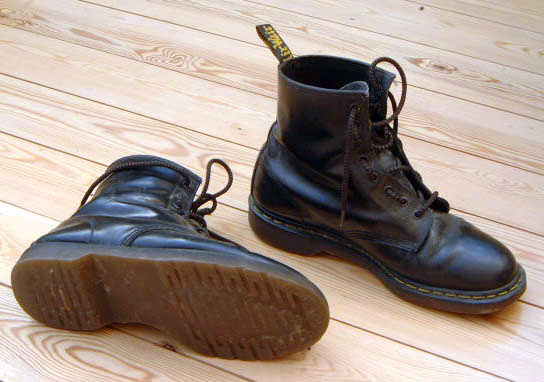

닥터 마틴(Dr. Martens)은 1947년 독일에서 처음 개발되어 현재는 영국에서 생산되고 있는 신발 브랜드이다.

## 역사
독일의 군의관으로서 제2차 세계 대전에 참전하였던 클라우스 메르텐스는 1945년 알프스산맥에서 스키를 타던 중 발목 부상을 당하는 경험을 겪었고, 그 때 신고 있던 군화로 인해 불편을 겪으면서 편하고 발목을 보호할 수 있는 신발의 필요성을 느끼게 되어 기존 군화에 발포 합성 고무를 재료로 한 에어 쿠션 밑창을 적용한 신발을 고안하게 되었다. 1947년 메르텐스는 독일 뮌헨에서 자신의 친구인 헤르베르트 풍크(독일어: Herbert Funk)와 함께 에어쿠션 워커를 제조하는 사업을 시작하였고 1952년에는 뮌헨에 공장을 설립하여 본격적으로 신발을 생산하였다.
메르텐스가 고안한 에어쿠션이 적용된 워커는 편안하면서도 내구성이 좋아 육체 노동자들로부터 많은 인기를 얻었고, 1959년 영국의 신발 제조 업체 그리그스 사(R. Griggs Group Ltd.)는 메르텐스로부터 에어쿠션 워커의 특허권 및 상표권을 인수하면서, 1960년부터는 영국에서 메르텐스의 이름을 영어식으로 읽은 '닥터 마틴'이라는 브랜드로 신발이 생산되기 시작하여 오늘에 이르고 있다.

## 참고 자료
- 수백만의 발을 편안하게 만든 사고 닥터마틴 부츠 보관됨 2014-02-01 - 웨이백 머신